# Ferdinand Hoffmann
Ferdinand Hoffmann ( 1860 - 1914 ) fue un pedagogo, y botánico austríaco.

## Algunas publicaciones
- 1889. Beiträge zur Kenntnis der Flora von Central-Ost-Afrika, Inaugural-Dissertation... Von Ferdinand Hoffmann,... Ed. Druck von W. und S. Loewenthal, 39 pp.

- 1888. Nachklänge altgermanishcen götterglaubens im leben und im dichten des deutschen volkes. Ed. Hahn, 144 pp.
- La abreviatura «F.Hoffm.» se emplea para indicar a Ferdinand Hoffmann como autoridad en la descripción y clasificación científica de los vegetales.[1]